# Liste der ehemaligen Schweizer Eisenbahnstrecken
Es sind alle öffentlichen, im Personenverkehr betriebenen Bahnstrecken aufgeführt, die entweder eingestellt wurden oder deren Personenverkehr aufgegeben wurde. Berücksichtigt sind zudem ehemalige Werkbahnen. Nicht aufgeführt sind hingegen Standseilbahnen und die einzelnen Tramstrecken der städtischen Strassenbahnbetriebe. Stand: 2017.
Umtrassierte Streckenabschnitte, wie zum Beispiel eine offene Linienführung, die durch einen Tunnel ersetzt wurde, sind in der Liste der umtrassierten Schweizer Eisenbahn-Streckenabschnitte aufgeführt.
| Inhaltsübersicht |
| --- |
| 1 Ehemalige Strecken |
| 1.1 Aargau 1.2 Appenzell AR-Glarus-St. Gallen 1.3 Bern-Solothurn 1.4 Basel 1.5 Freiburg-Waadt 1.6 Genf 1.7 Graubünden-Tessin 1.8 Luzern-Schwyz-Unterwalden 1.9 Neuenburg 1.10 Schaffhausen 1.11 Uri-Wallis 1.12 Zug 1.13 Zürich 1.14 Anmerkungen |
| 2 Eisenbahnfährbetriebe |
| 3 Siehe auch |
| 4 Literatur |
| 5 Weitere Weblinks |
| 6 Einzelnachweise |

## Ehemalige Strecken
Bemerkungen zu den Spaltenüberschriften
- Region (Kantone): Die Kantone AI und TG sind nicht dargestellt, da bisher keine Bahnstrecken eingestellt wurden.
- Elektrifizierung: Bei Strecken, die seit der Betriebseröffnung elektrisch betrieben wurden, ist die Jahreszahl der Elektrifizierung mit dem aktuellen Stromsystem in Klammern geschrieben.
- Beförderung von Normalspurwagen:  Verladestationen für Rollbock- oder Rollschemelverkehr sind unterstrichen.
- Weblink:  Entsprechender Artikel in Eingestellte Bahnen

| Region (Kantone)   | Infrastrukturbetreiberin       | Strecke                                                            | Spurweite [mm] | Länge [km] | Eröffnung | Elektrifizierung | Betriebsart                                       | Einstellung | Beförderung von Normalspurwagen          | Bemerkung | Web- link |
| ------------------ | ------------------------------ | ------------------------------------------------------------------ | -------------- | ---------- | --------- | ---------------- | ------------------------------------------------- | ----------- | ---------------------------------------- | --- | --------- |
| AG (-LU)           | SBB                            | Beinwil am See–Beromünster                                         | 1435           | 8,0        | 1887–1906 | 1930             | 15 kV 16,7 Hz                                     | 2001        |                                          | 1992 Personenverkehr eingestellt, Reinach–Menziken 2003 von WSB in Meterspur wieder in Betrieb genommen                  |           |
| AG (-LU)           | SBB                            | Koblenz–Laufenburg                                                 | 1435           | 17,1       | 1892      | 1944             | 15 kV 16,7 Hz                                     |             |                                          | 1994 Personenverkehr eingestellt                                                                                         |           |
| AG (-LU)           | SBB                            | Lenzburg–Wildegg                                                   | 1435           | 4,0        | 1895      | 1930             | 15 kV 16 ⅔ Hz                                     | 1994        |                                          | teilweise als Anschlussgleis vorhanden                                                                                   |           |
| AG (-LU)           | SBB                            | Wettingen–Mellingen                                                | 1435           | 7,4        | 1877      | 1946             | 15 kV 16,7 Hz                                     |             |                                          | 2004 Personenverkehr eingestellt                                                                                         |           |
| AG (-LU)           | WM                             | Villmergen–Fahrwangen-Meisterschwanden                             | 1435           | 6,1        | 1916      | 1966             | 15 kV 16,7 Hz                                     | 1999        |                                          | Wohlen–Villmergen als Anschlussgleis erhalten                                                                            |           |
| AG (-LU)           |                                | Kalkbahn Rekingen                                                  | 600            | 1,3        | 1913      |                  | Diesel                                            | 1981        |                                          | Werkbahn | [ Nw 1 ]  |
| AG (-LU)           |                                | Tonbahn Bözenegg (Schinznach-Dorf–Zürcher Ziegeleien)              | 600            | 0,6        | 1935      |                  | Diesel                                            | 2000        |                                          | Werkbahnbetrieb eingestellt, heute in Privatbesitz (Bözenegg-Eriwis-Bahn)                                                | [ Nw 1 ]  |
| AR-GL-SG           | AB                             | St. Gallen Winkeln–Herisau                                         | 1000           | 4,5        | 1875      |                  | Dampf                                             | 1913        | Rollböcke 1898–1899                      | Ersatz durch Strecke Gossau SG–Herisau                                                                                   |           |
| AR-GL-SG           | IRR                            | Dienstbahn der Internationalen Rheinregulierung                    | 750            | 33         | 1895      | 1946–1950        | 750 V = Dampf, Diesel                             | 2006        |                                          | seit 2008 Museumszüge | [ Nw 1 ]  |
| AR-GL-SG           | MSG                            | St. Gallen–Mühlegg                                                 | 1200           | 0,3        | 1950      | (1950)           | 500 V 50 Hz                                       | 1975        |                                          | bis 1949 Standseilbahn, 1975 Umbau in Schräglift                                                                         |           |
| AR-GL-SG           | RhSt                           | Altstätten Bild–Heerbrugg–Berneck                                  | 1000           | 9,9        | 1897      | (1897)           | 1000 V =                                          | 1940        |                                          | | [ Nw 2 ]  |
| AR-GL-SG           | RhSt                           | Heerbrugg–Diepoldsau                                               | 1000           | 3,6        | 1915      | (1915)           | 1000 V =                                          | 1954        |                                          | | [ Nw 2 ]  |
| AR-GL-SG           | SBB                            | Weesen–Näfels                                                      | 1435           | 4,0        | 1859      |                  | Dampf                                             | 1917        |                                          | überflüssig durch Parallelstrecke Ziegelbrücke–Näfels, 1931 abgebrochen                                                  |           |
| AR-GL-SG           | SeTB                           | Schwanden–Elm                                                      | 1000           | 13,8       | 1905      | (1905)           | 750 V =                                           | 1969        |                                          | |           |
| AR-GL-SG           | SGA                            | Altstätten Stadt–Altstätten                                        | 1000           | 1,1        | 1897      | (1897)           | 1000 V =                                          | 1975        |                                          | 1973 Betrieb RhSt eingestellt                                                                                            | [ Nw 2 ]  |
| AR-GL-SG           | VBSG                           | Strassenbahn St. Gallen                                            | 1000           | 12,2       | 1897      | (1897)           | 550–600 V =                                       | 1957        |                                          | städtisches Tram, Gemeinschaftsstrecke St. Gallen–St. Gallen Marktplatz 1957 von Trogenerbahn übernommen                 |           |
| AR-GL-SG           |                                | Bühler-Werkbahn                                                    | 1435           | 1,3        | 1927      |                  | Diesel                                            | 2017        |                                          | Gleise bleiben erhalten und werden weiterhin instand gestellt.                                                           |           |
| BE-SO              | ASm                            | St. Urban Ziegelei–Melchnau                                        | 1000           | 5,2        | 1917      | (1917)           | 1200 V =                                          | 2012        |                                          | Konzession aufgehoben, 2015 Strecke abgebrochen; siehe auch OJB                                                          | [ Nw 4 ]  |
| BE-SO              | BN                             | Gampelen–Anstalten Witzwil                                         | 1435           | 3,3        | 1901      |                  | Diesel                                            | 1999        |                                          | Anschlussgleis | [ Nw 5 ]  |
| BE-SO              | BLS                            | Interlaken Ost–Bönigen                                             | 1435           | 2,2        | 1874      | 1920             | 15 kV 16 ⅔ Hz                                     | 1969        |                                          | bis zur Werkstätte Bönigen als Anschlussgleis erhalten                                                                   |           |
| BE-SO              | BLS AG                         | Sumiswald-Grünen–Wasen i. E.                                       | 1435           | 5,2        | 1908      | 1945             | 15 kV 16,7 Hz                                     | 2009        |                                          | 1994 Personenverkehr eingestellt, bis km 2,03 als Anschlussgleis erhalten                                                |           |
| BE-SO              | BLS AG                         | Sumiswald-Grünen–Huttwil                                           | 1435           | 14,8       | 1908      | 1946             | 15 kV 16,7 Hz                                     |             |                                          | 2009 Personenverkehr eingestellt, Strecke von ETB übernommen                                                             |           |
| BE-SO              | BMB                            | Biel Mett–Meinisberg                                               | 1000           | 6,8        | 1913      | 1926             | 550 V =                                           | 1940        | Rollschemel 1913–1923                    | |           |
| BE-SO              | EB                             | Derendingen–Biberist                                               | 1435           | 3,0        | 1864      |                  | Pferde                                            | 1884        |                                          | Industriepferdebahn, an Bedeutung verloren nach der Eröffnung der Strecke Biberist–Solothurn 1876                        |           |
| BE-SO              | Gaswerk Bern                   | Gaswerkbahn Bern                                                   | 1435           | 2,4        | 1906      | 1961             | Diesel                                            | 1967        |                                          | Werkbahn | [ Nw 1 ]  |
| BE-SO              | LJB                            | Oensingen–Oensingen Schulhaus                                      | 1000           | ≈1,5       | 1907      | (1907)           | 1200 V =                                          | 1928        |                                          | | [ Nw 6 ]  |
| BE-SO              | LJB                            | Niederbipp – Oensingen                                             | 1000           | 4,0        | 1907      | (1907)           | 1200 V =                                          | 1943        |                                          | 2012 mit neuer Linienführung wiedereröffnet                                                                              | [ Nw 6 ]  |
| BE-SO              | MRA                            | Meiringen–Reichenbach–Aareschlucht                                 | 1000           | 2,8        | 1912      | (1912)           | 500 V =                                           | 1956        |                                          | |           |
| BE-SO              | OJB                            | St. Urban–Melchnau                                                 | 1000           | 5,7        | 1917      | (1917)           | 1200 V =,                                         |             | Rollschemel seit 1917 Rollböcke seit ... | 1982 Personenverkehr eingestellt, 1989 auf dem Teilstück St. Urban–St. Urban Ziegelei wieder aufgenommen; siehe auch ASm | [ Nw 4 ]  |
| BE-SO              | RM                             | Rollbahn Mürren                                                    | 500            | ~0,5       | 1894      |                  | Pferde                                            | 1945        |                                          | 1937 Personenverkehr eingestellt, 1945 Konzession erloschen                                                              |           |
| BE-SO              | SBB                            | (Rothrist–) Aarburg West–Aarburg Süd                               | 1435           | 0,6        | 1940      |                  | Dampf                                             | (1940)      |                                          | „Kriegsschlaufe“, 2004 mit 15 kV 16,7 Hz elektrifiziert und aktiviert                                                    |           |
| BE-SO              | SBB                            | Büren an der Aare–Solothurn                                        | 1435           | 15,4       | 1876      | 1944             | 15 kV 16 ⅔ Hz                                     | 1994        |                                          | teilweise als Anschlussgleis erhalten                                                                                    |           |
| BE-SO              | SBB                            | Herzogenbuchsee–Inkwil                                             | 1435           | 3,1        | 1857      | 1944             | 15 kV 16 ⅔ Hz                                     | 1992        |                                          | teilweise als Anschlussgleis erhalten                                                                                    |           |
| BE-SO              | SBB                            | Inkwil–Solothurn                                                   | 1435           | 10,4       | 1857      | 1944             | 15 kV 16 ⅔ Hz                                     | 1992        |                                          | 2004 als Ausbaustrecke Solothurn–Wanzwil wiedereröffnet                                                                  |           |
| BE-SO              | SBB                            | Zufahrten zum alten Bahnhof Biel/Bienne                            | 1435           | ~3,0       | 1857      |                  | Dampf                                             | 1923        |                                          | teilweise als Anschlussgleis erhalten                                                                                    |           |
| BE-SO              | SCB                            | Biel/Bienne–Nidau                                                  | 1435           | 0,8        | 1858      |                  | Dampf                                             | 1860        |                                          | Anschluss an Bielerseeschifffahrt, Ersatz durch Strecke Biel–Neuchâtel. Ërste eingestellte Eisenbahnstrecke der Schweiz. |           |
| BE-SO              | STB                            | Gümmenen–Laupen                                                    | 1435           | 4,6        | 1904      |                  | 15 kV 16 ⅔ Hz                                     | 1993        |                                          | Fahrleitung demontiert, Gleis teilweise erhalten                                                                         |           |
| BE-SO              | STJ                            | Steffisburg–Thun–Interlaken                                        | 1000           | 25,8       | 1913–1914 | (1913–1914)      | 1000–1100 V =                                     | 1939–1958   |                                          | |           |
| BE-SO              | SV                             | Spiez Bahnhof–Spiez Hafen                                          | 1000           | 1,2        | 1905      | (1905)           | 550 V =                                           | 1960        |                                          | |           |
| BE-SO              | SZB                            | Zollikofen–Unterzollikofen                                         | 1000           | 1,2        | 1912      | (1912)           | 1250 V =                                          | 1974        |                                          | Ersatz durch Rüttilinie                                                                                                  |           |
| BE-SO              | TrB                            | Strassenbahn Biel                                                  | 1000           | 8,0        | 1877      | 1902             | 550–600 V =, vorher Pferde                        | 1948        |                                          | städtisches Tram |           |
| BE-SO              | VBW                            | Ittigen–Forsthaus                                                  | 1000           | 1,6        | 1913      | (1913)           | 800 V =                                           | 1974        |                                          | Neutrassierung über Worblaufen                                                                                           |           |
| BE-SO              | VHB                            | Huttwil–Eriswil                                                    | 1435           | 4,0        | 1915      | 1946             | 15 kV 16 ⅔ Hz                                     | 1978        |                                          | 1975 Personenverkehr eingestellt                                                                                         |           |
| BE-SO              | WAB                            | Witimatte–Rohrfluh–Wengen                                          | 800            | 2,0        | 1893      | 1909             | 1500 V =                                          | 2007        |                                          | Zahnradbahn, 1910 Personenverkehr eingestellt, Neutrassierung                                                            |           |
| BE-SO              |                                | Gipsbahn Bärschwil                                                 | 600            | 2,6        | 1894      |                  | bergwärts Pferde, talwärts Schwerkraft            | 1952        |                                          | Werkbahn | [ Nw 1 ]  |
| BE-SO              |                                | Werkbahn Drahtwerke/Renfer Biel Mett–Bözingen                      | 1000           | 1,5        | 1910      |                  | Akku, Dampf (bis 1967), Diesel                    | 1994        |                                          | | [ Nw 1 ]  |
| BE-SO              |                                | Werkbahn Eidgenössische Munitionsfabrik                            | 750            | 5,6        | 1917–1924 | 1996             | Diesel                                            | 1996        |                                          | | [ Nw 1 ]  |
| BE-SO              |                                | Steinbruch Ostermundigen                                           | 1435           | 2,0        | 1871      |                  | Dampf                                             | 1902        |                                          | teilweise Zahnradbahn, Werkbahn zum Steinbruch                                                                           |           |
| BL-BS              | HBS                            | Hafenbahn St. Johann                                               | 1435           | 0,6        | 1911      |                  |                                                   | 2009        |                                          | nur Güterverkehr |           |
| BL-BS              | Railgate                       | Güterbahn Dreispitz                                                | 1435           | 14,9       | 1901      |                  | Diesel                                            | 2016        |                                          | nur Güterverkehr |           |
| BL-BS              | SG                             | Sissach–Gelterkinden                                               | 1000           | 3,1        | 1891      | (1891)           | 500–550 V =                                       | 1916        |                                          | nach Bau des Hauenstein-Basistunnel überflüssig geworden                                                                 |           |
| BL-BS              |                                | Laufen BL, Steinbruch                                              | 1435           | ≈0,3       | 1877      |                  | Dampf                                             | ~1940       |                                          | teilweise Zahnradbahn, Werkbahn                                                                                          |           |
| FR-VD              | AAG                            | Allaman–Gimel                                                      | 1000           | 9,9        | 1896–1898 | (1896–1898)      | 650 V =                                           | 1950–1952   |                                          | |           |
| FR-VD              | BVB                            | Villars–Chesières                                                  | 1000           | 1,3        | 1906      | (1906)           | 750 V =                                           | 1961        |                                          | |           |
| FR-VD              | CEV                            | Blonay–Chamby                                                      | 1000           | 2,9        | 1902      | (1902)           | 900 V =                                           | 1966        |                                          | 1998–2000 versuchsweise Wiederinbetriebnahme, weiterhin für Dienstfahrten und Museumszüge benutzt                        |           |
| FR-VD              | CEV                            | Saint-Légier–Châtel-Saint-Denis                                    | 1000           | 6,8        | 1904      | (1904)           | 900 V =                                           | 1969        |                                          | |           |
| FR-VD              | CCB                            | Clarens–Blonay                                                     | 1000           | 5,5        | 1911–1915 | (1911–1915)      | 750–900 V =                                       | 1943–1955   |                                          | |           |
| FR-VD              | GB                             | Gland–Begnins                                                      | 1000           | 3,7        | 1906      | (1906)           | 750 V =                                           | 1954        |                                          | |           |
| FR-VD              | LO                             | Lausanne-Flon–Sébellion                                            | 1435           | ~1,5       | 1953      | (1953)           | 15 kV 16 ⅔ Hz                                     | 1979        |                                          | Ersatz durch Métro Lausanne                                                                                              |           |
| FR-VD              | NC                             | Nyon–Crassier–Grenze CH-F (–Divonne-les-Bains)                     | 1435           | 3,4        | 1905      |                  | Dampf, Diesel                                     | 1962        |                                          | Nyon–Eysins als Anschlussgleis erhalten                                                                                  |           |
| FR-VD              | REJ                            | La Sallaz–En Marin–Moudon SBB                                      | 1000           | 22,0       | 1902      | (1902)           | 750–950 V =                                       | 1962–1963   |                                          | 1910 von der Société des tramways lausannois übernommen                                                                  | [ Nw 8 ]  |
| FR-VD              | REJ                            | En Marin–Savigny                                                   | 1000           | 4,9        | 1902      | (1902)           | 750–950 V =                                       | 1963        |                                          | 1910 von der Société des tramways lausannois übernommen                                                                  | [ Nw 8 ]  |
| FR-VD              | RG                             | Rolle–Gimel                                                        | 1000           | 10,5       | 1898      | (1898)           | 650 V =                                           | 1938        |                                          | |           |
| FR-VD              | SBB                            | Vallorbe–Grenze CH-F (–Pontarlier)                                 | 1435           | 3,2        | 1875      |                  | Dampf                                             | 1940        |                                          | 1939 Personenverkehr eingestellt                                                                                         |           |
| FR-VD              | OS                             | Bussigny–Denges-Echandens                                          | 1435           | 1,0        | 1856      |                  | Dampf                                             | 1868        |                                          | Verbindungsschlaufe, 1971 wieder aktiviert                                                                               |           |
| FR-VD              | TF                             | Strassenbahn Freiburg                                              | 1000           | 6,8        | 1897      | (1897)           | 550–600 V =                                       | 1965        |                                          | städtisches Tram |           |
| FR-VD              | TL                             | Strassenbahn Lausanne                                              | 1000           | 66,1       | 1896      | (1896)           | 550–600 V =                                       | 1964        |                                          | städtisches Tram |           |
| FR-VD              | TP                             | Trait–Planches                                                     | 1000           | 0,6        | 1898      | (1898)           | 450 V =                                           | 1912        |                                          | Zahnradbahn |           |
| FR-VD              | VMCV                           | Vevey–Montreux–Villeneuve                                          | 1000           | 13,0       | 1888–1903 | (1888–1903)      | 500–600 V =                                       | 1952–1958   |                                          | erstes elektrisches Tram der Schweiz                                                                                     |           |
| FR-VD              |                                | Kiesbahn Sudan Estavannens–Grandvillard                            | 750            | 2,4        | 1965      |                  | Diesel                                            | 2008        |                                          | Werkbahn | [ Nw 1 ]  |
| FR-VD              |                                | Schlachthof Clarens                                                | 1435           | 0,2        | 1911      |                  |                                                   | 1971        |                                          | Zahnradbahn, Werkbahn |           |
| FR-VD              |                                | Sugiez–Strafanstalt Bellechasse                                    | 1435           | ~2,4       | ca. 1960  |                  |                                                   | ca. 1995    |                                          | Anschlussgleis |           |
| GE                 | CCR                            | Carouge–Croix-de-Rozon–Grenze CH-F (–Collonges-sous-Salève)        | 1000           | 4,6        | 1907–1908 | (1907–1908)      | 550 V =                                           | 1939–1952   |                                          | ab 1930 an Compagnie Genevoise des Tramways Électriques verpachtet                                                       |           |
| GE                 | GV                             | Genève Cours de Rive–Veyrier–Grenze CH-F (–Veyrier-Gare-du-Salève) | 1000           | 5,4        | 1887–1891 | (1887–1891)      | 550 V =                                           | 1936–1956   |                                          | ab 1936 an Compagnie Genevoise des Tramways Électriques verpachtet                                                       |           |
| GR-TI              | ACT                            | Strassenbahn Lugano                                                | 1000           | 7,5        | 1896      | 1910             | 1000 V =                                          | 1959        |                                          | städtisches Tram |           |
| GR-TI              | ATG                            | Tscheppa–Las Rueras                                                | 1000           | 2,2        | 1998      | (1998)           | 11 kV 16,7 Hz                                     | 2014        |                                          | Zahnradbahn, Werkgleis zur Baustelle Porta Alpina                                                                        |           |
| GR-TI              | BA                             | Biasca–Acquarossa-Comprovasco                                      | 1000           | 13,8       | 1911      | (1911)           | 1200 V =                                          | 1973        |                                          | |           |
| GR-TI              | FART                           | Ponte Brolla–Bignasco                                              | 1000           | 23,6       | 1907      | 1923             | 1200 V =                                          | 1965        |                                          | |           |
| GR-TI              | FRT                            | Strassenbahn Locarno                                               | 1000           | 4,6        | 1908      | (1908)           | 1200 V =                                          | 1960        | Rollschemel ab 1952                      | städtisches Tram |           |
| GR-TI              | FMS                            | Mendrisio–Stabio–Grenze CH-I (–Varese)                             | 1435           | 5,2        | 1926      |                  | Dampf                                             | 1928        |                                          | als Anschlussgleis vorhanden, seit 1993 Museumszüge von Club del San Gottardo, 2014 Wiederinbetriebnahme                 |           |
| GR-TI              | LCD                            | Lugano–Dino                                                        | 1000           | 7,8        | 1911      | (1911)           | 1000 V =                                          | 1966–1970   |                                          | |           |
| GR-TI              | LT                             | Lugano–Tesserete                                                   | 1000           | 7,8        | 1909      | (1909)           | 1000 V =                                          | 1967        |                                          | |           |
| GR-TI              | RhB                            | Bellinzona–Castione-Arbedo                                         | 1000           | 3,4        | 1907      | (1907)           | 1500 V =                                          | 1972        |                                          | | [ Nw 9 ]  |
| GR-TI              | RhB                            | Cama–Mesocco                                                       | 1000           | 15,1       | 1907      | (1907)           | 1500 V =                                          | 1978        | Rollschemel ab 1956                      | 1972 Personenverkehr eingestellt                                                                                         | [ Nw 9 ]  |
| GR-TI              | RhB, SEFT                      | Castione-Arbedo–Cama                                               | 1000           | 12,7       | 1907      | (1907)           | 1500 V =                                          | 2003        | Rollschemel 1956–2003                    | 1972 Personenverkehr eingestellt, bis 2013 noch elektrische Museumszüge                                                  | [ Nw 9 ]  |
| GR-TI              | StrStM                         | St. Moritz Dorf–St. Moritz Bad                                     | 1000           | 1,6        | 1896      | (1896)           | 500–550 V =                                       | 1932        |                                          | |           |
| GR-TI              | TB                             | Tramway Bellavista                                                 | 600            | 0,4        | 1891      |                  | Pferde                                            | 1912        |                                          | |           |
| GR-TI              | TEM                            | Riva S. Vitale–Chiasso Confine                                     | 1000           | 11,9       | 1910      | (1910)           | 800 V =                                           | 1948–1950   |                                          | |           |
| GR-TI              |                                | Bedretto, Bedretto-Fenster                                         | 600            | 5,2        |           |                  |                                                   |             |                                          | unterirdische Baustollenbahn                                                                                             |           |
| GR-TI              |                                | Tonbahn Ziegelei Landquart                                         | 750            | 3,4        | 1890      |                  | Diesel                                            | 1985        |                                          | Werkbahn | [ Nw 1 ]  |
| JU                 | CJ                             | Bonfol–Grenze CH-F (–Dannemarie)                                   | 1435           | 1,4        | 1910      |                  | Dampf                                             | 1970        |                                          | Teilstück als Anschluss Mülldeponie Bonfol erhalten                                                                      |           |
| JU                 | SBB                            | Boncourt–Grenze CH-F (–Delle)                                      | 1435           | 1,2        | 1872      | 1933             | 15 kV 16,7 Hz                                     | 1996        |                                          | 2016 Wiederinbetriebnahme                                                                                                |           |
| LU-SZ-Uw. (-AG-BE) | ARB                            | Arth am See–Arth-Goldau (Talbahn)                                  | 1435           | 2,6        | 1875      | 1906             | 540 V =                                           | 1959        |                                          | bis 1882 teilweise Zahnradbahn                                                                                           |           |
| LU-SZ-Uw. (-AG-BE) | BrMB                           | Brunnen–Morschach–Axenstein                                        | 1000           | 2,0        | 1905      | (1905)           | 750 V 50 Hz Δ                                     | 1969        |                                          | Zahnradbahn |           |
| LU-SZ-Uw. (-AG-BE) | ASm                            | St. Urban Ziegelei–Melchnau                                        |                |            |           |                  |                                                   |             |                                          | siehe Kanton BE |           |
| LU-SZ-Uw. (-AG-BE) | KLB                            | Luzern Obergrund–Kupferhammer                                      | 1435/1000      | 1,2        | 1886      | 1926             | 600 V =                                           | 1961        |                                          | 1899–1900 Umbau auf Meterspur und Übergabe an TrL                                                                        | [ Nw 10 ] |
| LU-SZ-Uw. (-AG-BE) | KLB                            | Kupferhammer–Kriens                                                | 1435           | 1,3        | 1886      | 1968             | Diesel                                            | 1998        | Dreischienengleis 1900–1961              | 1900 Übergabe an TrL | [ Nw 10 ] |
| LU-SZ-Uw. (-AG-BE) | KLB                            | Rösslimatt–Kupferhammer                                            | 1435           | 0,4        | 1973      |                  | Diesel                                            | 2009        |                                          | nur Güterverkehr | [ Nw 10 ] |
| LU-SZ-Uw. (-AG-BE) | OJB                            | St. Urban–Melchnau                                                 |                |            |           |                  |                                                   |             |                                          | siehe Kanton BE |           |
| LU-SZ-Uw. (-AG-BE) | RSB                            | Rigi Kaltbad–Rigi Scheidegg                                        | 1000           | 6,7        | 1874      |                  | Dampf                                             | 1931        |                                          | |           |
| LU-SZ-Uw. (-AG-BE) | SBB                            | Beinwil am See–Beromünster                                         |                |            |           |                  |                                                   |             |                                          | siehe Kanton AG |           |
| LU-SZ-Uw. (-AG-BE) | SStB                           | Schwyz SBB–Schwyz–Brunnen Schifflände                              | 1000           | 7,1        | 1900–1915 | (1900–1915)      | 1000 V =                                          | 1963        |                                          | |           |
| LU-SZ-Uw. (-AG-BE) | StEB                           | Stansstad Schiffsstation–Gerbi                                     | 1000           | 1,7        | 1898      | (1898)           | 750–850 V 33 Hz Δ                                 | 1964        |                                          | Ersatz durch Strecke Hergiswil–Stans                                                                                     |           |
| LU-SZ-Uw. (-AG-BE) | ST                             | Sursee-Triengen-Bahn                                               | 1435           | 9,1        | 1912      |                  | Diesel                                            |             |                                          | 1971 Personenverkehr eingestellt, Güterverkehr und gelegentlich Museumszüge                                              |           |
| LU-SZ-Uw. (-AG-BE) | StSt                           | Stans–Stansstad                                                    | 1000           | 3,5        | 1893      |                  | 500 V =                                           | 1903        |                                          | Ersatz durch Stansstad-Engelberg-Bahn                                                                                    |           |
| LU-SZ-Uw. (-AG-BE) | TrL                            | Strassenbahn Luzern                                                | 1000           | 11,5       | 1899      |                  | 550–600 V =                                       | 1961        |                                          | städtisches Tram |           |
| LU-SZ-Uw. (-AG-BE) | ZB                             | Mettlen–Boden                                                      | 1000           | 4,2        | 1898      | 1964             | 15 kV 16,7 Hz                                     | 2011        |                                          | teilweise Zahnradbahn, Ersatz durch Tunnel Engelberg                                                                     |           |
| LU-SZ-Uw. (-AG-BE) |                                | Mühlibähnli, Brunnen                                               | 750            | 1,3        | 1885      |                  | Diesel                                            | 2008        |                                          | Werkbahn Holcim-Zementwerk                                                                                               |           |
| NE                 | JS                             | Le Creux–Convers                                                   | 1435           | 2,0        | 1874      |                  | Dampf                                             | 1888        |                                          | alte Strecke Biel–La Chaux-de-Fonds, 1895 abgebrochen                                                                    | [ Nw 1 ]  |
| NE                 | NCB                            | Neuchâtel Gare–Neuchâtel Evole                                     |                | 1,1        | 1892      |                  | Dampf                                             | 1898        |                                          | teilweise Zahnradbahn, Ersatz durch Strassenbahnlinie                                                                    |           |
| NE                 | RVT                            | Fleurier–St-Sulpice                                                | 1435           | 1,6        | 1883      | 1944             | 15 kV 16,7 Hz                                     |             |                                          | 2001 Personenverkehr eingestellt, Fahrleitung demontiert, Museumzüge                                                     |           |
| NE                 | TC                             | Strassenbahn La Chaux-de-Fonds                                     | 1000           | 5,3        | 1897      |                  | 500 V =                                           | 1950        |                                          | städtisches Tram |           |
| NE                 | TN                             | Areuse–Cortaillod                                                  | 1000           | 0,8        | 1892      | 1902             | 600 V =                                           | 1984        |                                          | Stichstrecke der Überlandstrecke Neuchâtel–Boudry                                                                        |           |
| NE                 | TN                             | Strassenbahn Neuenburg: innerstädtisches Netz                      | 1000           | 27,3       | 1894      | 1897             | 600 V =                                           | 1976        |                                          | städtisches Tram |           |
| NE                 | VR                             | Les Hauts-Geneveys–Villiers                                        | 1000           | 8,3        | 1903      | (1903)           | 650 V =                                           | 1948        |                                          | |           |
| SH                 | GF                             | Schaffhausen–Birch                                                 | 1000           | 3,3        | 1913      | 1980             | Diesel                                            | 1993        | Rollschemel 1911–1970                    | Werkbahn | [ Nw 1 ]  |
| SH                 | SchSt                          | Strassenbahn Schaffhausen                                          | 1000           | 9,0        | 1901      | (1901)           | 560–600 V =                                       | 1970        | Rollschemel 1911–1970                    | städtisches Tram, 1966 Personenverkehr eingestellt                                                                       |           |
| SH                 | SBB                            | Etzwilen–Grenze CH-D (–Singen)                                     | 1435           | 7,1        | 1875      |                  | Dampf, Diesel                                     | 1969        |                                          | seit 2007 Museumsbetrieb                                                                                                 |           |
| SH                 | StSS                           | Neuhausen Rheinhof–Schleitheim–Oberwiesen-Stühlingen               | 1000           | 16,5       | 1905      | (1905)           | 750–900 V =                                       | 1964        |                                          | |           |
| UR-VS              | AOM                            | Monthey-Crochetan–Place du Marché                                  | 1000           | 0,3        | 1907      | (1907)           | 750 V =                                           | 1921        |                                          | Mitbenutzung der MCM-Strecke Monthey-Ville–Monthey CFF                                                                   |           |
| UR-VS              | AOMC                           | Monthey-Ville–Monthey CFF                                          | 1000           | 0,5        | 1909      | (1909)           | 850 V =                                           | 1976        |                                          | Ersatz durch direkte Züge ab Aigle                                                                                       | [ Nw 1 ]  |
| UR-VS              | ATG                            | Erstfeld–Amsteg Werkplatz                                          | 1435           | 4          | 1994      |                  | Diesel                                            | 2011        |                                          | Werkgleis zur NEAT-Baustelle                                                                                             |           |
| UR-VS              | FO                             | Oberwald–Gletsch–Realp                                             | 1000           | 17,8       | 1914–1926 | 1941             | 11 kV 16,7 Hz                                     | 1981        |                                          | teilweise Zahnradbahn, Ersatz durch Furka-Basistunnel, 1989–2010 etappenweise durch DFB wieder in Betrieb genommen       |           |
| UR-VS              | LLB                            | Leuk–Leukerbad                                                     | 1000           | 10,4       | 1915      | (1915)           | 1500 V =                                          | 1967        |                                          | |           |
| UR-VS              | MGB                            | Brig–Naters–Bitsch                                                 | 1000           | 3,2        | 1915      | 1942             | 11 kV 16,7 Hz                                     | 2007        |                                          | Ersatz durch direkte Zufahrt zum neuen Durchgangsbahnhof Brig MGB                                                        |           |
| UR-VS              | RiT                            | Riffelalptram                                                      | 800            | 0,5        | 1899      | (1899)           | 500–550 V 40 Hz Δ                                 | 1960        |                                          | 2001 Betrieb mit Akkumulatoren-Triebwagen wiederaufgenommen                                                              |           |
| UR-VS              | SNCF                           | Saint-Gingolph–Grenze CH-F (–Évian-les-Bains)                      | 1435           | 0,4        | 1886      |                  | Dampf                                             | 1988        |                                          | 1938 Personenverkehr eingestellt, 1986–1988 Museumszüge, Wiederinbetriebnahme geplant                                    |           |
| UR-VS              | TrMB                           | Martigny-Ville–Martigny-Bourg                                      | 1000           | ~1,5       | 1906      | (1906)           | 750 V =                                           | 1956        |                                          | |           |
| UR-VS              |                                | Dienstbahn BLS-Südrampe Brig–Naters–Goppenstein                    | 750            | 28,5       | 1908      |                  | Dampf                                             | 1912        |                                          | | [ Nw 1 ]  |
| UR-VS              |                                | Rollbahn Trientgletscher–Col de la Forclaz                         | 600            | 3,3        | 1883      |                  | bergwärts Pferde, talwärts Schwerkraft            | 1893        |                                          | Werkbahn zum Transport von Eis                                                                                           |           |
| ZG                 | ESZ                            | Zug–Baar–Thalacker und Nidfurren–Menzingen                         | 1000           | 9,6        | 1913      | (1913)           | 1000 V =                                          | 1953        |                                          | | [ Nw 13 ] |
| ZG                 | ESZ                            | Zug–Thalacker–Nidfurren–Oberägeri                                  | 1000           | 13,3       | 1913      | (1913)           | 1000 V =                                          | 1955        |                                          | | [ Nw 13 ] |
| ZG                 | NOB                            | Zufahrt zum damaligen Kopfbahnhof Zug                              | 1435           | 0,8        | 1864      |                  | Dampf                                             | 1897        |                                          | bildete Gleisdreieck | [ Nw 13 ] |
| ZG                 | SBB                            | Steinhausen–Cham                                                   | 1435           | 0,2        | 1864      | 1932             | 15 kV 16 ⅔ Hz                                     | 1970        |                                          | Abzweigung „Sumpfwiche“: Verbindungkurve Bahnstrecke Zürich–Zug nach Cham                                                |           |
| ZG                 | SBB                            | Zugerschleife                                                      | 1435           | 1,6        | 1864      | 1932             | 15 kV 16 ⅔ Hz                                     | 1990        |                                          | direkte Verbindung Luzern–Zug–Arth-Goldau/Affoltern a. A.–Zürich                                                         |           |
| ZG                 | ZBB                            | Zug–Schönegg                                                       | 1000           | ~1,8       | 1907      | (1907)           | 550 V =                                           | 1959        |                                          | |           |
| ZH                 | Db                             | Waldhaus Dolder–Grand Hotel Dolder                                 | 1000           | 0,6        | 1899      | (1899)           | 500 V =                                           | 1930        |                                          | Tram Waldhaus Dolder–Grand Hotel, seit 1973 besteht die Verbindung wieder durch die verlängerte Dolderbahn               |           |
| ZH                 | Forstbetriebe der Stadt Zürich | Waldbahn Sihlwald                                                  | 600            | ~12        | 1876      |                  | bergwärts Ochsen und Pferde, talwärts Schwerkraft | 1938        |                                          | Waldbahn | [ Nw 1 ]  |
| ZH                 | LSB                            | Schlieren–Dietikon                                                 | 1000           | 3,4        | 1900      | (1900)           | 550 V =                                           | 1928        |                                          | Strassenbahn | [ Nw 3 ]  |
| ZH                 | LSB                            | Schlieren–Weiningen ZH                                             | 1000           | 3,2        | 1901      | (1901)           | 550 V =                                           | 1931        |                                          | Strassenbahn, umgestellt auf Autobusbetrieb                                                                              | [ Nw 3 ]  |
| ZH                 | SBB                            | Hinwil–Bauma                                                       | 1435           | 11,3       | 1901      | 1947             | 15 kV 16,7 Hz                                     | 1969        |                                          | seit 1978 Museumszüge des DVZO                                                                                           |           |
| ZH                 | SBB                            | Niederglatt–Otelfingen                                             | 1435           | 12,7       | 1877      |                  | Dampf                                             | 1969        |                                          | 1937 Betrieb eingestellt, teilweise als Anschlussgleis vorhanden                                                         |           |
| ZH                 | SBB                            | Opfikon–Zürich Seebach                                             | 1435           | 0,3        | 1877      |                  | Dampf                                             | 1909        |                                          | „Konkurskurve“, 1939 wieder in Betrieb genommen                                                                          |           |
| ZH                 | SBB                            | Zürich HB–Letten–Zürich Stadelhofen                                | 1435           | 5,7        | 1894      | 1926             | 15 kV 16 ⅔ Hz                                     | 1989        |                                          | Ersatz durch Hirschengrabenlinie                                                                                         |           |
| ZH                 | SZU                            | Sihlwald–Sihlbrugg                                                 | 1435           | 4,2        | 1897      | 1924             | 15 kV 16,7 Hz                                     |             |                                          | 2006 Personenverkehr eingestellt, gelegentlich Museumszüge                                                               |           |
| ZH                 | UOeB                           | Uster–Oetwil–Langholz                                              | 1000           | 10,5       | 1909      | (1909)           | 800–850 V =                                       | 1949        |                                          | |           |
| ZH                 | UeBB                           | Uerikon–Hinwil                                                     | 1435           | 24,0       | 1901      |                  | Dampf                                             | 1948        |                                          | Bubikon–Wolfhausen als Anschlussgleis erhalten                                                                           |           |
| ZH                 | VW                             | Strassenbahn Winterthur                                            | 1000           | 11,1       | 1898      | (1898)           | 550–600 V =                                       | 1951        |                                          | städtisches Tram |           |
| ZH                 | WMB                            | Kempten ZH–Ochsen–Wetzikon                                         | 1000           | 2,4        | 1903      | (1903)           | 750–850 V =                                       | 1939        |                                          | |           |
| ZH                 | WMB                            | Kempten ZH–Ochsen–Meilen                                           | 1000           | 22,5       | 1909      | (1909)           | 750–850 V =                                       | 1950        |                                          | |           |
| ZH                 | ZOS                            | Oerlikon–Schwamendingen                                            | 1000           | 2,1        | 1906      | (1906)           | 550 V =                                           | 1931        |                                          | Strassenbahn, umgestellt auf Autobusbetrieb                                                                              | [ Nw 3 ]  |
| ZH                 | ZOS                            | Seebach–Glattbrugg                                                 | 1000           | 1,7        | 1908      | (1908)           | 550 V =                                           | 1931        |                                          | Strassenbahn, umgestellt auf Autobusbetrieb                                                                              | [ Nw 3 ]  |
| ZH                 |                                | Werkbahn Rüti ZH, Maschinenfabrik                                  | 1435           | 1,1        | 1877      |                  |                                                   | 1997        |                                          | teilweise Zahnradbahn |           |
| ZH                 |                                | Werkbahn Lehmgrube Laubegg, Zürich-Wiedikon                        | 400            |            | 1948      |                  |                                                   | 1953        |                                          | teilweise Zahnradbahn |           |

## Eisenbahnfährbetriebe
| Strecke                        | Spurweite mm | Länge km | Betriebsart    | von  | bis  | Betrieb durch           |
| ------------------------------ | ------------ | -------- | -------------- | ---- | ---- | ----------------------- |
| Romanshorn–Friedrichshafen (D) | 1435         | ~12      | Dampf / Diesel | 1869 | 1976 | NOB, SBB, KWStE, DR, DB |
| Romanshorn–Lindau (D)          | 1435         | ~24      | Dampf          | 1869 | 1939 | NOB, SBB, KBayStsB, DR  |
| Romanshorn–Bregenz (A)         | 1435         | ~28,5    | Dampf          |      | 1915 |                         |
| Thun–Därligen                  | 1435         | ~20      | Dampf          | 1861 | 1893 |                         |
| Wollishofen–Uetikon            | 1435         | ~17      | Dampf          | 1885 | 1894 | NOB                     |

## Weitere Weblinks
- Eingestellte-bahnen.ch, abgerufen am 12. Dezember 2021.
- Zeitreise. In: Die Schweiz seit 1864 auf topografischen Karten. Bundesamt für Landestopografie swisstopo, abgerufen am 1. Februar 2017.